# Brachypanorpa oregonensis
Brachypanorpa oregonensis is een schorpioenvlieg uit de familie van de Panorpodidae. De wetenschappelijke naam van de soort is voor het eerst geldig gepubliceerd door McLachlan in 1881.
De soort komt voor in het westen van de Verenigde Staten.